# Bataille de Monguno (25 janvier 2015)
Insurrection de Boko Haram
La bataille de Monguno du 25 janvier 2015 se déroule pendant l'insurrection de Boko Haram.

## Déroulement
Le 25 janvier 2015, Boko Haram attaque Maiduguri et la ville de Monguno, située à 130 kilomètres au nord de la capitale de l'État de Borno. Les combats commencent dans la matinée et s'achèvent en fin de journée avec la prise de la ville par les djihadistes,,,.